# Joana Amendoeira
Joana Amendoeira (Santarém, 1982) is een fadozangeres uit Portugal.

## Biografie
Joana Amendoeira brak op jonge leeftijd door als fadozangeres. In 1995 won ze in Porto de Grande Noite do Fado competitie in de categorie Jeugd. In 1998 bracht ze haar eerste album uit. In 2000 volgde haar tweede album en Amendoeira ging regelmatig optreden in fadohuizen in Lissabon.
De fado van Amendoeira is traditioneler dan die van bijvoorbeeld Mariza of Ana Moura, maar niet puur traditioneel. Zo maakt ze naast de traditionele fado-instrumenten (Portugese gitaar en Spaanse gitaar) ook gebruik van contrabas, piano, cello, accordeon en percussie.
In 2009 won Amendoeira de prijs voor beste album bij de Amália Awards. De Portugese krant Correio da Manhã noemde Amendoeira in 2007 "een van de belangrijkste stemmen van de nieuwe fado generatie".
Amendoeira's songs werden geselecteerd voor diverse verzamelalbums met fadomuziek. Amendoeira gaf optredens in onder andere Nederland, België, Spanje,  Frankrijk, het Verenigd Koninkrijk, Canada en Japan.

## Discografie
- Olhos Garotos (1998)
- Aquela Rua (2000)
- Joana Amendoeira (2003)
- Ao Vivo Em Lisboa (2005)
- À Flor Da Pele (2007)
- Joana Amendoeira & Mar Ensemble (2008)
- Sétimo Fado (2010)
- Amor Mais Perfeito (Tributo A José Fontes Rocha) (2012)
- Muito Depois (2016)
- Na Volta da Maré (2021)